# Parasztbecsület
A Parasztbecsület Pietro Mascagni egyfelvonásos operája. A szöveget G. Targinioni-Tozzetti és G. Menasci írták. A szokásos játékidő 65 perc.
Mivel egyfelvonásos opera, a Parasztbecsület nem tölt ki egy egész estét, az olasz verista stílus egy másik rövidebb darabjával, Leoncavallo Bajazzók című operájával együtt szokták előadni.

## Szereplők

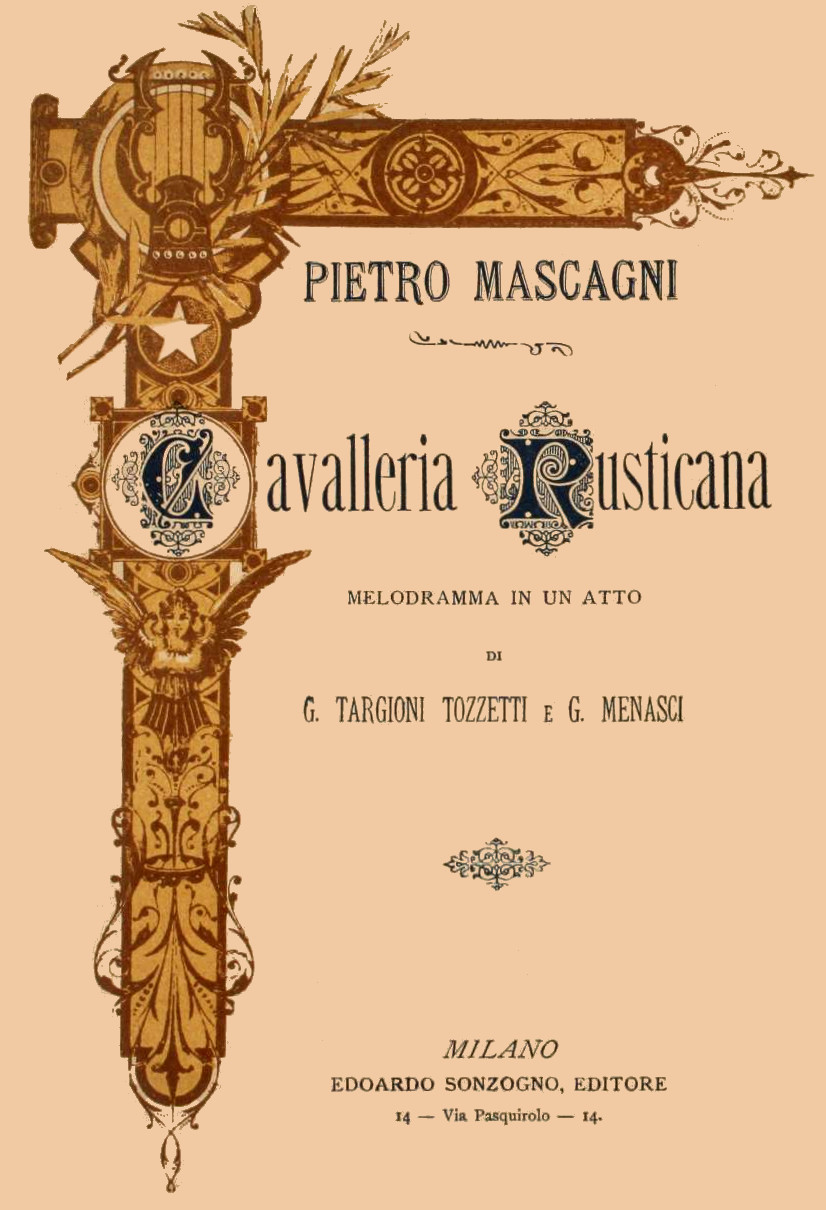
A Parasztbecsület librettója 1906-ból (kiadó: Sonzogno)

| A bemutató előadói 1890. május 17. |                                  |                     |
| Szerep                             | Hangtípus                        | Énekes              |
| ---------------------------------- | -------------------------------- | ------------------- |
| Santuzza, fiatal parasztlány       | drámai szoprán vagy mezzoszoprán | Gemma Bellincioni   |
| Turiddu, parasztlegény             | drámai tenor                     | Roberto Stagno      |
| Lucia, az édesanyja                | drámai alt                       | Federica Casali     |
| Alfio, fuvaros                     | bariton                          | Guadenzio Salassa   |
| Lola, a felesége                   | mezzoszoprán                     | Annetta Guli        |
| Énekkar                            |                                  | nagy létszámú kórus |

## Szöveg
Giovanni Verga (1840-1922) szicíliai költő Cavalleria rusticana című novelláját dramatizálta, mely az 1884-es bemutató után világsikert ért el. Ebből a színdarabból írták meg Giovanni Targioni-Tozzetti (1859-1934) és Guido Menasci (1864-1925) a Parasztbecsület opera librettóját. Az opera szövege meglehetős hűséggel követi az eredeti dráma fonalát, a cselekmény hely és időbeli sűrítésével valamint számos mellékszereplő kihagyásával.

## A mű története
A Parasztbecsület operát Mascagni a Edoardo Sonzogno kiadócége pályázatára írta. Mivel a kiírás egyfelvonásos operára vonatkozott, az eredetileg kétfelvonásos művet a később híressé vált „Intermezzo” közbeiktatásával, a szövegírókkal egyetértésben, egyfelvonásossá alakította. A pályázatra benyújtott 70 mű közül a Parasztbecsület nyerte el az első díjat. Az ősbemutató 1890. május 17-én a római Teatro Costanziban volt és hatalmas sikert aratott; a szerzőt több mint negyvenszer hívták ki. Még ebben az évben, 1890. december 26-án, az operát bemutatták Magyarországon is, a Magyar Királyi Operaházban, Gustav Mahler vezényletével.

## A cselekmény

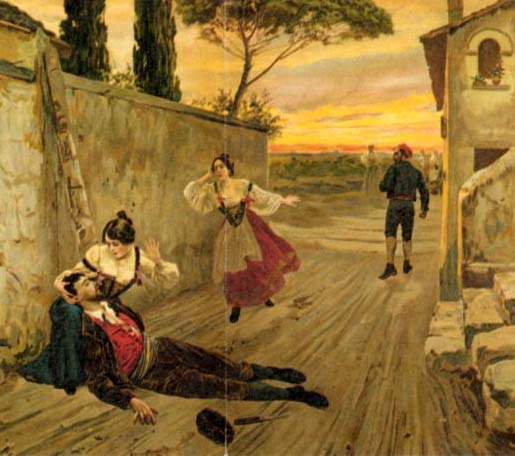
A Parasztbecsület egyik jelenetének illusztrációja

A helyszín egy szicíliai falu temploma előtti tér, az 1880-as év húsvét vasárnapja. Az opera kezdeti szakaszának zenéje a húsvétvasárnap ünnepi hangulatát idézi. A függöny mögül, Turiddu hárfakíséretes Sicilianája, Lolához szóló szerenádja hallható. Ezt követően egy drámaibb jellegű zenekari rész következik Santuzza-Turiddu-duett fő dallama dominál.
A templomba készülő falusiak összegyűlnek a főtéren, a tavaszt és a húsvéti ünnepet köszöntik. Santuzza bekopog Lucia néni kocsmájába, Turiddut keresi. Az öregasszony azt válaszolja, hogy a fia Francofontéba ment borért. Santuzza cáfolja ezt, hiszen Turiddut látták a faluban ma éjjel. Közben megjelenik a színen a fuvaros Alfio, aki húsvétra hazajött szeretett feleségéhez, Lolához. A szabad fuvarosélet örömeiről énekel, a zenét az ostor csattogását és a lovak ügetését imitáló hangzások kísérik. Alfio óbort kér a kocsmárosnétől az azonban azt feleli, hogy épp elfogyott, de Turiddu már elindult újabb adagért a szomszéd faluba. Alfio megerősíti Santuzza állítását miszerint az éjjel látta Turiddut méghozzá nem messze az ő házától, majd elmegy. Ezt követően a falusiakból álló kórus, Santuzza szólójával, falusi népi himnuszt énekel Szűz Máriához. Ez a zeneszám a híres Húsvéti kórus.
A falu lakosai mind bemennek a templomba, a téren csupán Santuzza és Lucia néni marad. Santuzza sírva panaszkodik: Turiddu régen Lolának udvarolt, azonban elvitték katonának, Lola pedig férjhez ment egy másik fiúhoz, Alfióhoz. Mikor Turiddu hazatért a katonaságból és szembesült Lola házasságával Santuzzánál keresett vigasztalást. Lola azonban visszacsábította Turiddut, mire az otthagyta az érte jó hírét és becsületét feláldozó lányt, Santuzzát. Az öregasszony miután végighallgatta a lány siralmát elindul a templom felé. Közben színre lép Turiddu, akit Santuzza felelősségre von éjszakai kimaradása miatt. Turiddu mindent tagad és azt állítja borért volt a közeli faluban, Santuzza elmondja neki, hogy az éjszaka látták a faluban. Közben, egy szerelmes dalt dalolva megjelenik a színen Lola és megszólítja Turiddut, hogy jöjjön a misére. Santuzza azonban feltartóztatja és epés megjegyzéseket tesz riválisára. Lola igyekszik elkerülni a veszekedést és továbbmegy a templom fele, Santuzza pedig könyörögni kezd Turiddunak, hogy ne hagyja el. Az azonban félretaszítja a lányt és elrohan Lola után a templomba. Megjelenik a színen Alfio. Az elkeseredett Santuzza mindent elárul Lola és Turiddu viszonyáról a semmit sem sejtő felszarvazott férjnek. Értesülvén az addig a világ leghűségesebb asszonyának hitt feleség félrelépéséről, Alfio őrjöngeni kezd, majd bosszút esküdve elrohan. Mascagni itt, a dráma csúcspontján pár percre megszakítja a cselekményt a híres Intermezzóval. A függöny mindeközben felvonva marad, de a színpad üres.
A mise végén Turiddu a barátaival a közeli kocsmába megy egy pohár borra. A temperamentumos bordalba a kórus és Lola is bekapcsolódik. Közben visszatér Alfio. Turiddu aki nem tud Alfio és Santuzza beszélgetéséről borral kínálja a fuvarost, az azonban visszautasítja mondván, hogy az ő bora benne méreggé válik. Turiddu sértésnek veszi Alfio szavait és megharapja annak a fülét, ami szicíliai szokás szerint azt jelenti, hogy készen áll a késpárbajra. A jelenlévők lefogják mindkettőt. Alfio úgy dönt, hogy inkább elmegy, azonban még odaszól Turiddunak: „a kertek alatt rám találsz”. Turiddu retteg, felébred benne a bűntudat, elbúcsúzik anyjától és elrohan. Néhány perccel később a falubeliek riadtan kiáltják: „Alfio megölte Turiddut!”

## Áriák
- O Lola, c'hai di latti la cammisa (Turiddu, szicíliai nyelven)
- Il cavallo scalpita (Alfio)
- Regina coeli ezt követi az Innegiammo (Kórus)
- Voi lo sapete, o mamma (Santuzza)
- Ah! lo vedi, che hai tu detto? (Turiddu és Santuzza duettje)
- Ad essi non perdono (Alfio)
- Viva il vino spumeggiante (Turiddu bordala)
- Tu qui, Santuzza (Santuzza és Turiddu)
- Mamma, quel vino è generoso (Turiddu búcsúja anyjától)

## Válogatott felvételek
| Év   | Szereplők (Santuzza, Turiddu, Lucia, Alfio)                                 | Karmester, operaház és zenekar                             | Kiadó                                              |
| ---- | --------------------------------------------------------------------------- | ---------------------------------------------------------- | -------------------------------------------------- |
| 1940 | Lina Bruna Rasa, Beniamino Gigli, Gino Bechi Giulietta Simionato            | Pietro Mascagni, a Teatro alla Scala zenekara és kórusa    | Audio CD: Naxos CD Cat: 8.110714-15                |
| 1953 | Zinka Milanov, Jussi Björling, Robert Merrill Margaret Roggero              | Renato Cellini RCA Victor Orchestra                        | Audio CD: RCA Cat: CD 6510-2-RG                    |
| 1953 | Maria Callas, Giuseppe Di Stefano, Rolando Panerai, Ebe Ticozzi             | Tullio Serafin a Teatro alla Scala zenekara és kórusa      | Audio CD: EMI CD Cat: 7243 5 56287 2 5             |
| 1962 | Victoria de Los Angeles, Franco Corelli, Mario Sereni, Corinna Vozza        | Gabriele Santini a Teatro dell’Opera di Roma zenekara      | Audio CD: EMI CD Cat: 72438-19968-2-9              |
| 1965 | Fiorenza Cossotto, Carlo Bergonzi, Giangiacomo Guelfi, Maria Gracia Allegri | Herbert von Karajan a Teatro alla Scala zenekara és kórusa | Audio CD: Deutsche Grammophon Cat: CD 419 257-2    |
| 1979 | Montserrat Caballé, José Carreras, Matteo Manuguerra, Astrid Varnay         | Riccardo Muti Philharmonia Orchestra                       | Audio CD: EMI CD Cat: EMI CMS 7 63650 2            |
| 1981 | Elena Obraztsova, Plácido Domingo, Fedora Barbieri, Renato Bruson           | Georges Prêtre a Teatro alla Scala zenekara és kórusa      | DVD: Deutsche Grammophon Cat: 0044007 34033 (Film) |
| 1989 | Agnes Baltsa, Plácido Domingo, Juan Pons, Vera Baniewicz                    | Giuseppe Sinopoli Philharmonia Orchestra                   | Audio CD: Deutsche Grammophon Cat: CD 429 568-2    |

## Média
Intermezzo:

### You Tube
O Lola
Mario Del Monaco
Luciano Pavarotti
Duett
Maria Callas és Giuseppe Di Stefano
Mamma, quel vino
Plácido Domingo